# London Array

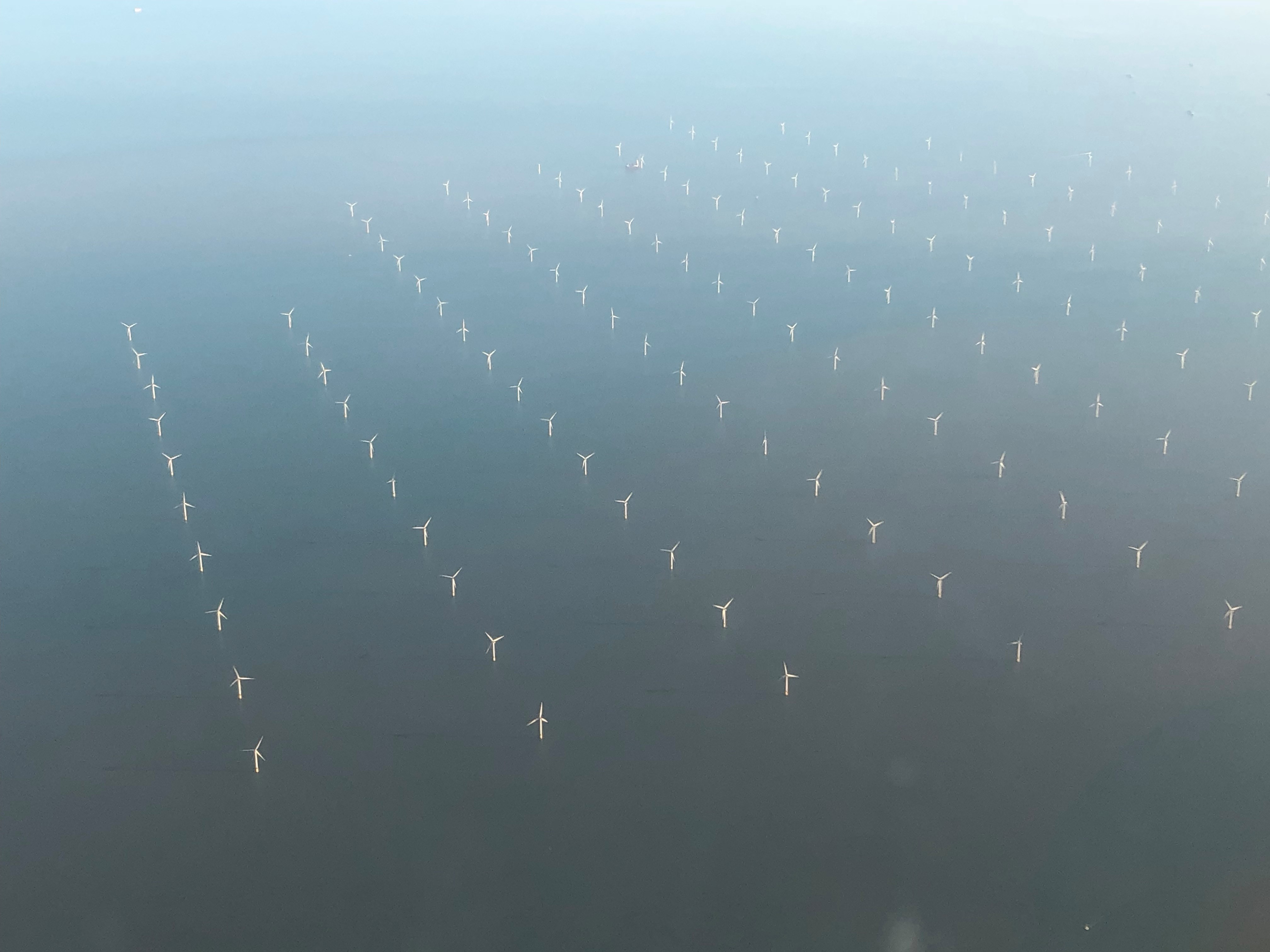
ВЭС в 2019 году

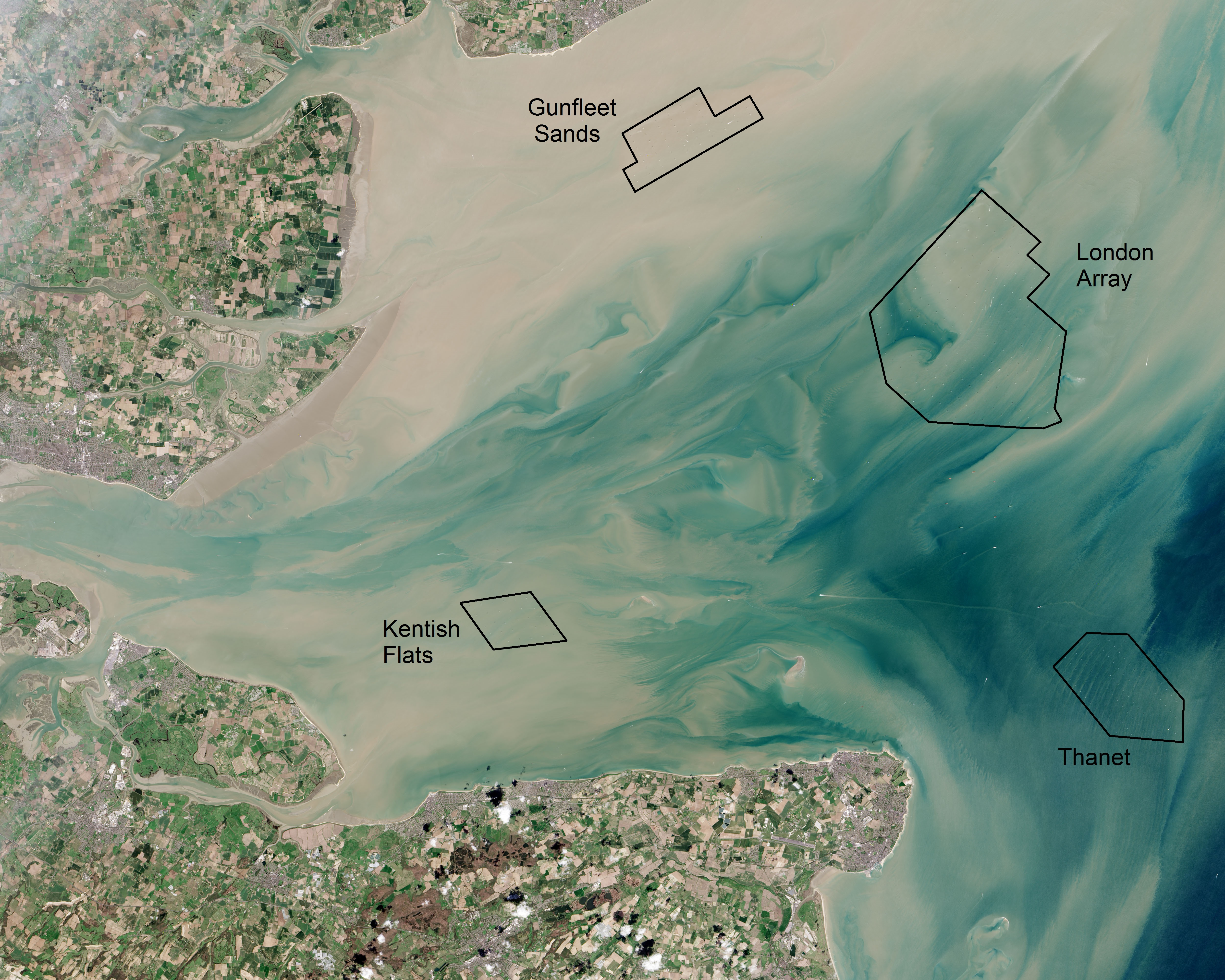
London Array и близлежащие ВЭС

London Array — британская шельфовая ветряная электростанция, расположенная у берегов Кента и Эссекса в устье Темзы в 20 км от берега51°39′ с. ш. 01°33′ в. д.. По состоянию на 2013 год являлась крупнейшей в мире из шельфовых ветряных электростанций.
Мощность станции – 630 МВт. На ней установлены 175 турбин. 
50% проекта принадлежит Dong Energy, еще 30% обладает E.ON, а оставшиеся 20% находятся в собственности энергетической компании Masdar из Абу-Даби.
Строительство станции началось в марте 2011 года, первые турбины (производства компании Siemens AG) начали работать в октябре 2012 года, а полностью станция была введена в эксплуатацию в июле 2013 года. Стоимость строительства составила 1,5 млрд фунтов стерлингов (2,3 млрд долларов).